# Doar cu tine (cântec)
Doar cu tine este single-ul de debut al formației de origine română, Mandinga. Melodia este primul single extras de pe albumul ...de corazón.
Promovarea discului single și a albumului ...de corazón a constat în trei concerte de lansare și un mini-turneu în cele mai importante orașe din țară. În anul 2004 Elena Gheorghe a continuat să concerteze alături de Mandinga, pentru a promova albumul ...de corazón, demonstrându-și abilitățile vocale interpretând un program latino-american divers: jazz latin, salsa, merengue, latino și cumbia.